# Mihal Grameno
Mihal Grameno (Coriza, 13 gennaio 1871 – Coriza, 5 febbraio 1931) è stato un politico, scrittore e giornalista albanese.

## Biografia
Nato a Korçë in una famiglia di commercianti, ha studiato presso la scuola secondaria locale prima di emigrare in Romania nel 1885. È stato a Bucarest dove è stato coinvolto nell'Associazione Drita di cui nel 1889 ne divenne il Presidente.
Nel 1907, entra a far parte della recente formazione banditesca di Çerçiz Topulli, una unità partigiana precoce che lotta contro le truppe turche in Albania. Erano considerati gli Apostoli del Albanismo ed andavano di villaggio in villaggio per discutere della situazione albanese.
I funzionari turchi inviarono numerose pattuglie militari per catturare i banditi. L'attività del gruppo consisteva in una sola battaglia in due anni, quando la banda formata da 5 persone è stata circondata da oltre 150 unità turche presso la città di Mashkullore. Quattro su cinque membri del gruppo sfuggirono all'accerchiamento. Vi furono altre bande di questa natura, ma non avendo un giornalista che né descrivesse le azioni, come ad esempio Grameno sono rimasti eroi non celebrati.
Nel 1909 Grameno fondò a Korçë la Lega Ortodossa (o Alleanza) (in albanese: Lidhja Ortodokse) e lavorò come redattore in un suo periodico con lo stesso nome tra il 1909-1910. Nel 1910 l'organizzazione ha proclamato l'istituzione di una chiesa albanese indipendente, ma non venne mai riconosciuta da parte dell'Impero Ottomano. Ha lavorato anche come direttore del settimanale Koha (Time), pubblicato inizialmente a Korçë e poi a Jamestown, New York, dove egli ha vissuto dal 1915 al 1919. Nel 1919 tornò in Europa per rappresentare l'Albania nella Conferenza di pace di Parigi attraverso la comunità albanese-americana e l'anno successivo tornò in Albania.
Nel 1920 ha svolto la sua attività giornalistica e letteraria fino a quando la dittatura del Zog lo ha costrinse a ritirarsi dalla vita pubblica. Rassegnato e gravemente malato è morto il 5 febbraio 1931 nella sua amata Korçë.

## Opere
Mihal Grameno ha pubblicato le seguenti opere:
- Vdekja (La morte), un poema patriottico pubblicato nel 1903;
- Mallkimi i gjuhës shqipe, (La maledizione della lingua albanese), una commedia pubblicata a Bucarest nel 1905,
- Vdekja e Piros (La morte di Pirro), una tragica storia pubblicata a Sofia nel 1906.
- Oxhaku (Il camino), E puthura (Il bacio), e Varr' i pagëzimit (La tomba del battesimo), Korçë 1909, Novelle.
- Plagët (Le ferite) Manastir 1912, un volume di poesie;
- Kryengritja shqiptare, Korçë 1925 (La rivolta albanese), memorie delle sue esperienze di guerriglia contro le truppe greche e serbe.